# Irmãs Mirabal

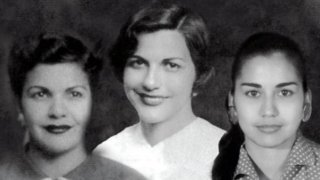
As irmãs Mirabal (Patria, Minerva e María Teresa)

As irmãs Mirabal (em castelhano: Hermanas Mirabal, também conhecidas como Las Mirabal e Las Mariposas [As Borboletas]) foram três irmãs, cujos nomes eram Patria, Minerva e María Teresa, que se opuseram à ditadura de Rafael Trujillo (El Jefe) na República Dominicana e se envolveram em atividades clandestinas contra seu regime. As três foram assassinadas em 25 de novembro de 1960. Uma quarta irmã, Adela "Dedé", que não era uma ativista política na época, faleceu de causas naturais em 1 de fevereiro de 2014.
O seu assassinato transformou as irmãs Mirabal em "símbolos da resistência popular e do feminismo". Em 1999, em honra a elas, a Assembleia Geral das Nações Unidas designou a data 25 de novembro como "Dia Internacional pela Eliminação da Violência contra a Mulher".

## História
A família Mirabal era composta por fazendeiros da região central de Cibao, na República Dominicana, e tinham uma propriedade na região de Ojo de Agua, próximo a cidade de Salcedo. As irmãs eram consideradas parte da elite social local e foram criadas pelos pais, Enrique Mirabal Fernández e Mercedes Reyes Camilo. Todas as quatro irmãs frequentaram a escola primária em sua aldeia, Oja de Agua, e depois foram para um colégio interno católico, o Colégio Inmaculada Concepción na cidade de La Vega. Depois que Rafael Trujillo assumiu o poder, era costume ter uma foto dele nas casas; no entanto, a casa Mirabal nunca teve uma foto de Trujillo e foi posteriormente considerada dissidente pelo regime de Trujillo.

### As irmãs
Patria Mercedes Mirabal Reyes (27 de fevereiro de 1924 – 25 de novembro de 1960) era a mais velha das quatro irmãs. Quando tinha 14 anos, ela foi enviada pelos pais para uma escola católica na cidade de La Vega. Patricia deixou a escola aos 17 anos e se casou com Pedro González, um fazendeiro, que mais tarde a ajudaria a desafiar o regime de Trujillo. Patria teve três filhos e ser mãe não impediu seu ativismo político.
Patria teria dito a seguinte frase: "Não podemos permitir que nossos filhos cresçam neste regime corrupto e tirânico. Temos que lutar contra isso e estou disposta a desistir de tudo, até mesmo minha vida se necessário."
Bélgica Adela Mirabal Reyes, conhecida como Dedé, era a segunda filha da família Mirabal e nasceu em 1 de março de 1925. Diferente das irmãs, ela não foi para a faculdade, mas em vez disso, assumiu o papel da dona de casa tradicional e ajudou seu pai com os negócios da família. O patriarca dos Mirabal, Enrique, morreu após sua prisão política, e Dedé assumiu as finanças da família. Ela não se envolveu com o trabalho político de suas irmãs. Após o assassinato de suas irmãs, Dedé cuidou de seus filhos. Entre 1992 e 1994, Dedé estabeleceu a Fundação Irmãs Mirabaln e o Museu das Irmãs Mirabal para continuar o legado de suas irmãs. Dedé foi a última irmã sobrevivente da família. Ela morreu aos 88 anos e professou durante toda a vida que era seu destino sobreviver para que pudesse "contar a história das irmãs".
María Argentina Minerva Mirabal Reyes (12 de março de 1926 – 25 de novembro de 1960), conhecida como Minerva, foi a terceira filha da família. Aos 12 anos de idade, ela acompanhou Patria no Colégio Inmaculada Concepción. Em 1949, a família Mirabal foi convidada para uma festa da elite local, onde Minerva chamou a atenção do presidente Rafael Trujillo, tanto que os Mirabals foram convidados, pelo próprio Trujillo, para uma festa diferente. Nesta festa, Trujillo fez mais investidas sexuais em direção a Minerva, que rejeitou suas ofertas. Após a rejeição de Minerva a Trujillo, seus pais a proibiram de se matricular na faculdade de direito devido a preocupações de que ela se envolveria com política e, no final, poderia ser morta. No entanto, depois de ver o quão chateada Minerva estava, seus pais cederam seis anos depois e ela se matriculou na Universidade de Santo Domingo, onde ela se formou com honras. Minerva foi a primeira mulher a se formar em direito na República Dominicana. Devido à sua rejeição anterior aos avanços de Trujillo, quando Minerva se formou, seu diploma foi retirado de suas honras e sua licença para exercer a profissão de advogada foi recusada.
Na universidade, ela conheceu seu marido, Manolo Tavárez Justo, que ajudaria ela nas suas atividades contra o regime de Trujillo. Minerva era a mais vocal e a mais radical das filhas de Mirabal, sendo que ela acabou presa e assediada em várias ocasiões por ordens do próprio Trujillo. Ela teria dito certa vez: "É uma alegria fazer o que pudermos pelo nosso país que tantas angústias sofre. É triste ficar de braços cruzados."
Antonia María Teresa Mirabal Reyes (15 de outubro de 1936 – 25 de novembro de 1960), conhecida como María Teresa, era a quarta e mais jovem das irmãs. Ela estudou no mesmo colégio católico das irmãs e se formou em 1954, sendo depois admitida na Universidade de Santo Domingo, onde estudou matemática.
Mais tarde, María Teresa começou a namorar Leandro Guzmán. No começo do relacionamento dos dois, antes de Leandro pedir María Teresa em casamento, ela perguntou a ele como sua família se sentia em relação a Trujillo. Leandro respondeu: "[…] nao há problema. Em casa, foi a primeira coisa que aprendi […] a odiar Trujillo." Após esta resposta, María Teresa deixou que ele pedisse sua mão em casamento e eles acabaram formalmente se casando depois que ela terminou seus estudos. María Teresa foi influenciada pelas opiniões políticas de sua irmã mais velha, Minerva, e esteve envolvida em atividades clandestinas contra o regime de Trujillo. Como resultado, ela foi perseguida e presa por ordem direta do ditador. Ela admirava muito sua irmã mais velha e se apaixonou pelas opiniões políticas dela. Certa vez, ela disse: "Talvez o que mais tenhamos perto seja a morte, mas essa ideia não me assusta. Continuaremos a lutar por aquilo que é justo".

### Atividades políticas

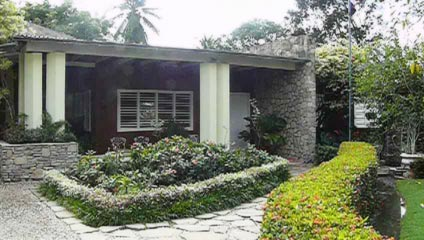
A casa em que moravam as irmãs Mirabal, em 1960, é hoje um museu em Salcedo, no norte da República Dominicana.

Enquanto estudava no Colégio Inmaculada Concepción, Minerva descobriu que o pai de sua amiga, Deisi Ariza, foi morto por Trujillo por se opor ao regime. Dentre outros, este foi um dos eventos catalizadores para tornar Minerva numa ativista política contra a ditadura. Rafael Trujillo governava a República Dominicana como ditador desde 1930 (e manteria a posição até 1961). Seu governo centralizador, que silenciava a oposição e caçava dissidentes, era notório por sua corrupção e nepotismo. A resistência ao seu regime era dispersa mas ativa. As irmãs de Minerva a seguiram no movimento: primeiro María Teresa, que ingressou depois de ficar na casa de Minerva e aprender sobre suas atividades, e então Patria, que aderiu depois de testemunhar um massacre por alguns dos homens de Trujillo durante um retiro religioso. Dedé não participou, em parte porque o marido, Jaimito, não queria que ela o fizesse.
Minerva, María Teresa e Patria reuniram um grupo de jovens dissidentes contra o regime de Trujillo e fundaram o Movimento Revolucionário de 14 de Junho, em homenagem a opositores do governo que foram torturados e mortos em 14 de junho de 1959. Todos na família, incluindo os filhos adolescentes de Patria, ajudaram a distribuir panfletos sobre as muitas pessoas que Trujillo havia matado e obtiveram materiais para armas e bombas para serem usados quando chegasse a hora de uma revolta aberta. Dentro do grupo, as irmãs eram conhecidas como "Las Mariposas" ("As Borboletas"). O movimento secreto foi descoberto semanas depois de sua fundação, levando a casa de Patria (onde o grupo se reunia) a ser totalmente queimada, com as irmãs María Teresa e Minerva sendo presas pela polícia.
Minerva e María Teresa foram presas, mas não torturadas graças à crescente oposição internacional ao regime de Trujillo. Patria nunca foi presa, mas seu marido e filho foram presos. Os maridos delas e o de Patria, que também estavam envolvidos nas atividades clandestinas, foram encarcerados na Penitenciária La Victoria em Santo Domingo.
Em 1960, a Organização dos Estados Americanos condenou as ações de Trujillo e mandou observadores ao país. Minerva e María Teresa acabaram libertadas, mas seus maridos permaneceram na prisão. Em um site dedicado a elas, o Learn to Question ("Aprenda a Questionar"), o autor escreve: "Não importava quantas vezes Trujillo as prendia, não importava o quanto de suas propriedades e posses ele confiscava, Minerva, Patria e María Teresa se recusaram a desistir de sua missão de restaurar a democracia e as liberdades civis para a nação insular". De fato, ao longo dos anos, as irmãs foram presas, torturadas e violentadas repetidas vezes pelos homens de Trujillo, mas elas continuaram a intensificar suas atividades políticas.

### Assassinato
Em 25 de novembro de 1960, Patria, Minerva, María Teresa e seu motorista, Rufino de la Cruz, estavam visitando os maridos de María Teresa e Minerva que estavam na prisão. No caminho de volta para casa, elas acabaram sendo abordadas por um grupo de homens a serviço de Trujillo. As irmãs Mirabal e Rufino foram separados e levados para o meio do mato. Lá, as irmãs foram estranguladas e espancadas até a morte. Os corpos foram então recolhidos e colocados nos jipes, que foram tirados da estrada da montanha na tentativa de fazer com que suas mortes parecessem um acidente.
Após a morte de Trujillo, em maio de 1961, o general Pupo Román admitiu ter conhecimento pessoal de que as irmãs foram mortas por Victor Alicinio Peña Rivera, um dos braços direitos de Trujillo, junto com Ciriaco de la Rosa, Ramon Emilio Rojas, Alfonso Cruz Valeria e Emilio Estrada Malleta, todos membros da polícia secreta do regime. Sobre se Trujillo diretamente ordenou ou não os assassinatos, ou se sua polícia secreta agiu sozinha, um historiador escreveu: "Sabemos que ordens dessa natureza não poderiam vir de nenhuma autoridade inferior à soberania nacional. Não era outro senão o próprio Trujillo; muito menos poderia ter ocorrido sem seu consentimento". Além disso, um dos assassinos, Ciriaco de la Rosa, mais tarde afirmou: "Tentei evitar o desastre, mas não consegui, porque se o tivesse, ele, Trujillo, teria matado todos nós".

### Consequências

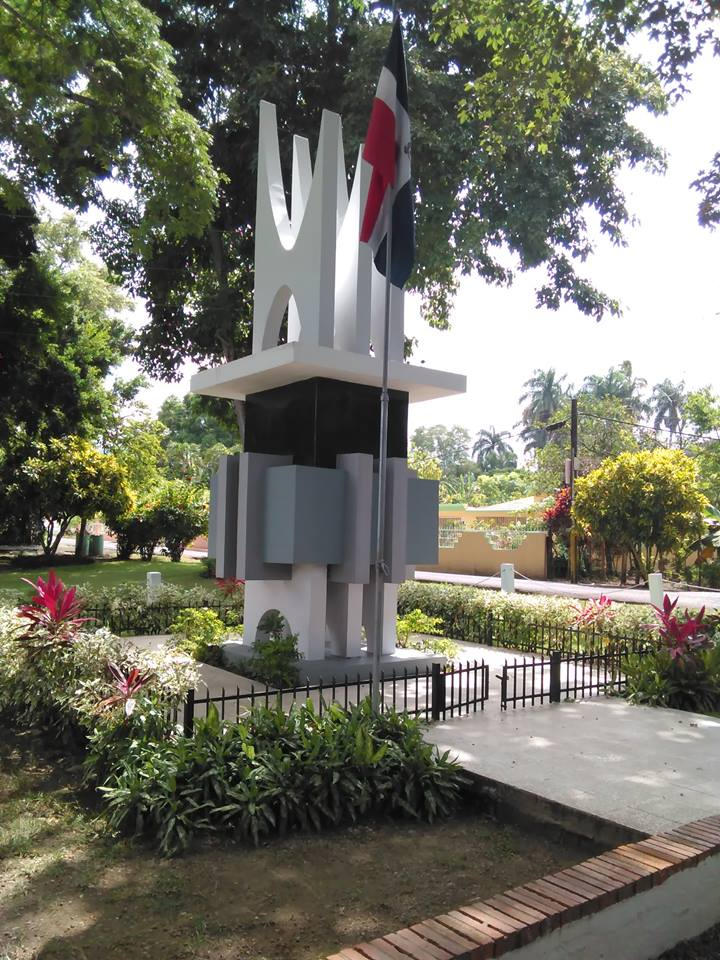
Monumento em honra das irmãs Mirabal, em Ojo de Agua, Salcedo

De acordo com o historiador Bernard Diederich, os assassinatos das irmãs "tiveram um efeito maior sobre os dominicanos do que a maioria dos outros crimes de Trujillo". As mortes, escreveu ele, abriram caminho para o assassinato de Trujillo seis meses depois. De fato, a morte das irmãs não só irritou a população do país, mas também foi muito mal recebida na comunidade internacional, levando vários países a condenar seu regime, minando a base de apoio de Trujillo no Ocidente.
No entanto, os detalhes dos assassinatos das irmãs Mirabal foram "tratados com cautela no nível oficial" até 1996, quando o presidente Joaquín Balaguer foi forçado a renunciar após mais de duas décadas no poder. Balaguer era um dos protegidos de Trujillo e servia como presidente desde seu assassinato 1961 (embora na época fosse considerado bem mais moderado que seu antecessor). Uma revisão do currículo de história nas escolas públicas em 1997 reconheceu as Mirabals como mártires nacionais. A era pós-Balaguer viu um aumento marcante nas homenagens às Irmãs Mirabal, incluindo uma exposição de seus pertences no Museu Nacional de História e Geografia de Santo Domingo.
Após os assassinatos, a irmã sobrevivente, Bélgica Adela "Dedé" Mirabal Reyes, dedicou sua vida ao legado de suas irmãs. Ela criou os seis filhos delas, incluindo Minou Tavárez Mirabal, filha de Minerva, que viria a servir no Congresso Dominicano e foi ainda vice-ministra de relações exteriores (1996–2000). Dos próprios três filhos de Dedé, Jaime David Fernández Mirabal foi o ministro do meio ambiente e recursos naturais e ex-vice-presidente da República Dominicana. Em 1992, Dedé criou a "Fundação Irmãs Mirabal", e em 1994, ela abriu um museu em honra da história de suas irmãs na cidade natal delas, Salcedo. Ela ainda publicou um livro, Vivas en su Jardín, em 25 de agosto de 2009. Ela morou na casa de Salcedo onde as irmãs nasceram até sua morte em 2014, aos 88 anos.

## Legado
Em 17 de dezembro de 1999, a Assembleia Geral da ONU designou o dia 25 de novembro como o Dia Internacional pela Eliminação da Violência contra a Mulher em homenagem às irmãs. Essa data marca o início de um período de dezesseis dias de ativismo contra a violência de gênero. O último dia desse período, 10 de dezembro, é Dia Internacional dos Direitos Humanos.
Em 1994, a autora dominicano-americana Julia Alvarez escreveu um livro chamado En el tiempo de las mariposas, um relato ficcional da vida das Irmãs Mirabal. Alvarez chamou as irmãs de "ícones feministas" e "um lembrete de que temos nossas heroínas revolucionárias, as nossas Che Guevaras também. Este livro foi adaptado para o cinema, em 2001, intitulado No Tempo das Borboletas, estrelando Salma Hayek como Minerva, Edward James Olmos como Trujillo, e o cantor Marc Anthony em um papel secundário.
Em 21 de novembro de 2007, a província de Salcedo foi renomeada como Província Hermanas Mirabal.
A nota de 200 pesos dominicanos apresenta as irmãs e um selo também foi emitido em sua memória.
O obelisco de quarenta e um metros que Trujillo construiu em 1935 para comemorar a mudança do nome da capital de Santo Domingo para Ciudad Trujillo foi coberto com murais em homenagem às irmãs. Em 1997, a empresa de telecomunicações CODETEL (agora Claro) patrocinou um mural em honra as Mirabals pintado por Elsa Núñez. De anos em anos, o mural muda.
Em 2019, a esquina sudeste da 168ª rua com a Avenida Amsterdam, em Washington Heights, Manhattan, foi designada "Caminho Mirabal Sisters" pelo Conselho da Cidade de Nova Iorque. Além disso, há um campus escolar em Washington Heights, chamado Mirabal Sisters Campus.
Em 2021, Rosa Hernández de Grullón, a embaixadora da República Dominicana na França, inaugurou uma placa em Paris em honra as Irmãs Mirabal.
Sendo mundialmente reconhecidas como um símbolo de justiça social e feminismo, as irmãs inspiraram a criação de muitas organizações que se concentram em manter seu legado vivo por meio de ações sociais. Um exemplo de uma dessas organizações é o Centro Cultural e Comunitário das Irmãs Mirabal, uma organização sem fins lucrativos que visa melhorar o status das famílias de imigrantes.